# Christopher Mhlengwa Zikode
Christopher Mhlengwa Zikode (nascido em 1975), também conhecido como o Assassino em Série de Donnybrook (Donnybrook Serial Killer) é um estuprador e assassino em série sul-africano que foi condenado em 1995 por oito assassinatos, cinco estupros, cinco tentativas de assassinato e dois atentados ao pudor. Zikode é, no entanto, considerado responsável por pelo menos 18 homicídios e 11 tentativas. 
Ele é considerado um dos assassinos em série mais notórios da África do Sul.  

## Os crimes

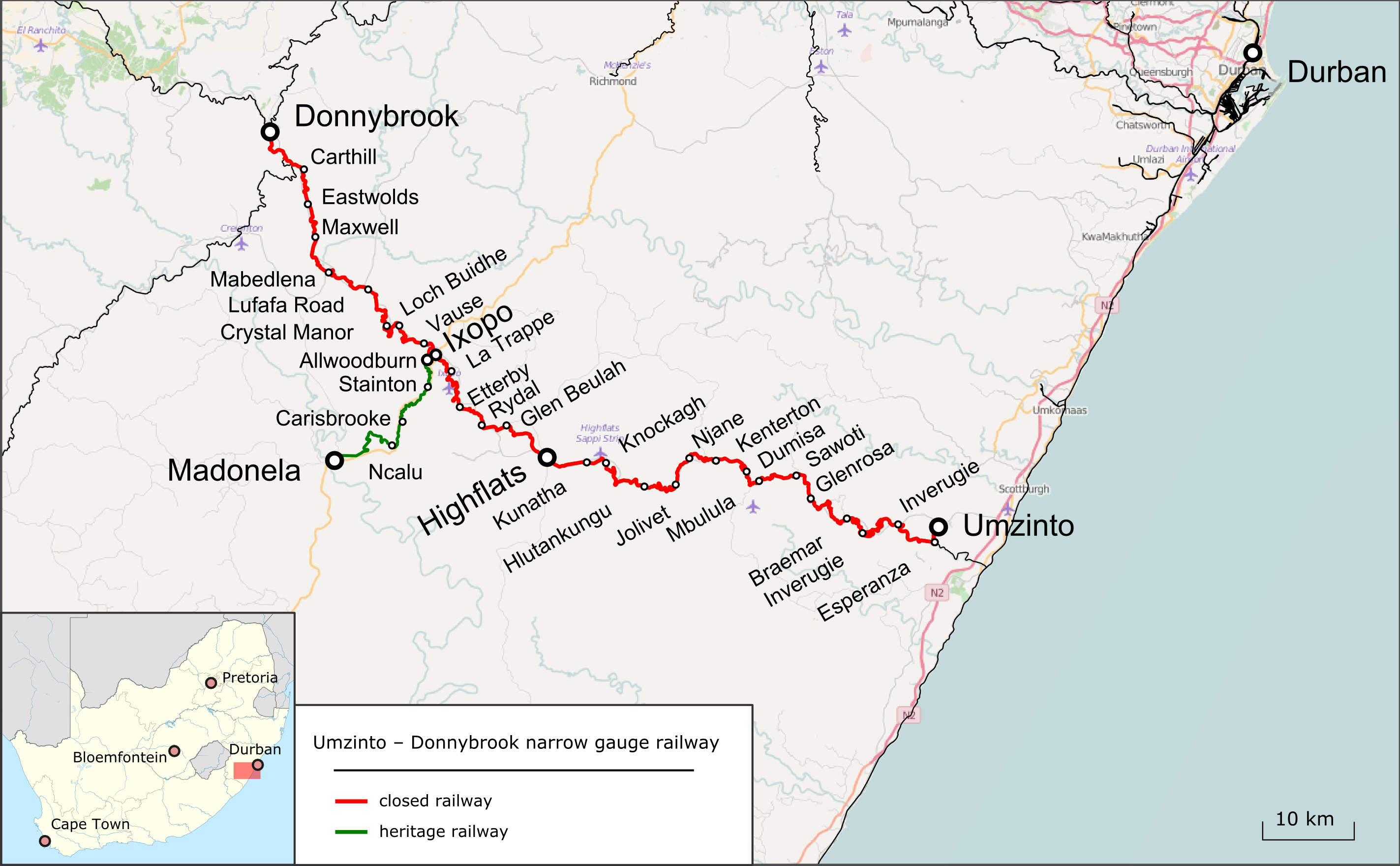
Donnybrook no mapa

Zikode atuou na pequena cidade rural sul-africana de Donnybrook, na província de KwaZulu-Natal, onde ao longo de dois anos, entre 1993 e 1995, atacou famílias e mulheres desacompanhadas que encontrava nas ruas. De modo geral, seu modus operandi era forçar a entrada em uma casa e atirar em todos os membros masculinos da família. Ele então levava as mulheres para campos ou plantações próximas e as estuprava repetidamente, às vezes durante várias horas. Vítimas que não cooperassem eram baleadas antes dele praticar necrofilia. Quanto às mulheres desacompanhadas, quando ele as via sozinhas, começava uma conversa e acabava convencendo a vítima a acompanhá-lo até um lugar afastado, onde elas eram atacadas e mortas geralmente por estrangulamento.  
Segundo o IOL, no que chamou de "apenas algumas das muitas atrocidades que Zikode cometeu", "em 24 de junho de 1995, ele estuprou repetidamente uma mulher e sua filha de nove anos na mesma cama. No mês seguinte, ele invadiu o quarto de Zanele Khumalo enquanto ela dormia. Ele atirou na cabeça dela, depois a arrastou para uma plantação próxima e a estuprou". 

## Prisão e pena
Zikode foi preso pela primeira vez em julho de 1995 pela tentativa de assassinato de Beauty Zulu. Enquanto estava sob fiança, cometeu outros crimes, incluindo um assassinato e duas tentativas. Foi preso definitivamente em 29 de setembro de 1995 e condenado em 7 de janeiro de 1997 a 140 anos de prisão. 
O criminoso foi condenado com a ajuda do psicólogo sul-africano e criador de perfis criminais Micki Pistorius, com o juiz dizendo na sentença que o assassino não tinha absolutamente nenhuma consideração pela vida humana e sua atitude em relação às mulheres era "desprezível". 

## Sumário
- Este artigo foi inicialmente traduzido, total ou parcialmente, do artigo da Wikipédia em inglês cujo título é «Christopher Mhlengwa Zikode».  -  Portal da África do Sul
  -  Portal de biografias